# Alexander Carr
Pour les articles homonymes, voir Carr.
Alexander Carr, né le 7 mars 1878 à Romny (actuelle Ukraine) et mort le 19 septembre 1946 à Los Angeles, est un acteur de théâtre et de cinéma américain d'origine russe, également écrivain et artiste de cirque.

## Théâtre
- 1907 : The Gay White Way
- 1913 : Potash and Perlmutter
- 1917 : Business Before Pleasure
- 1922 : Partners Again
- 1926 : April Fool
- 1929 : The Guinea Pig
- 1929 : Mendel, Inc.
- 1931 : The Wooden Soldier[3]

## Filmographie

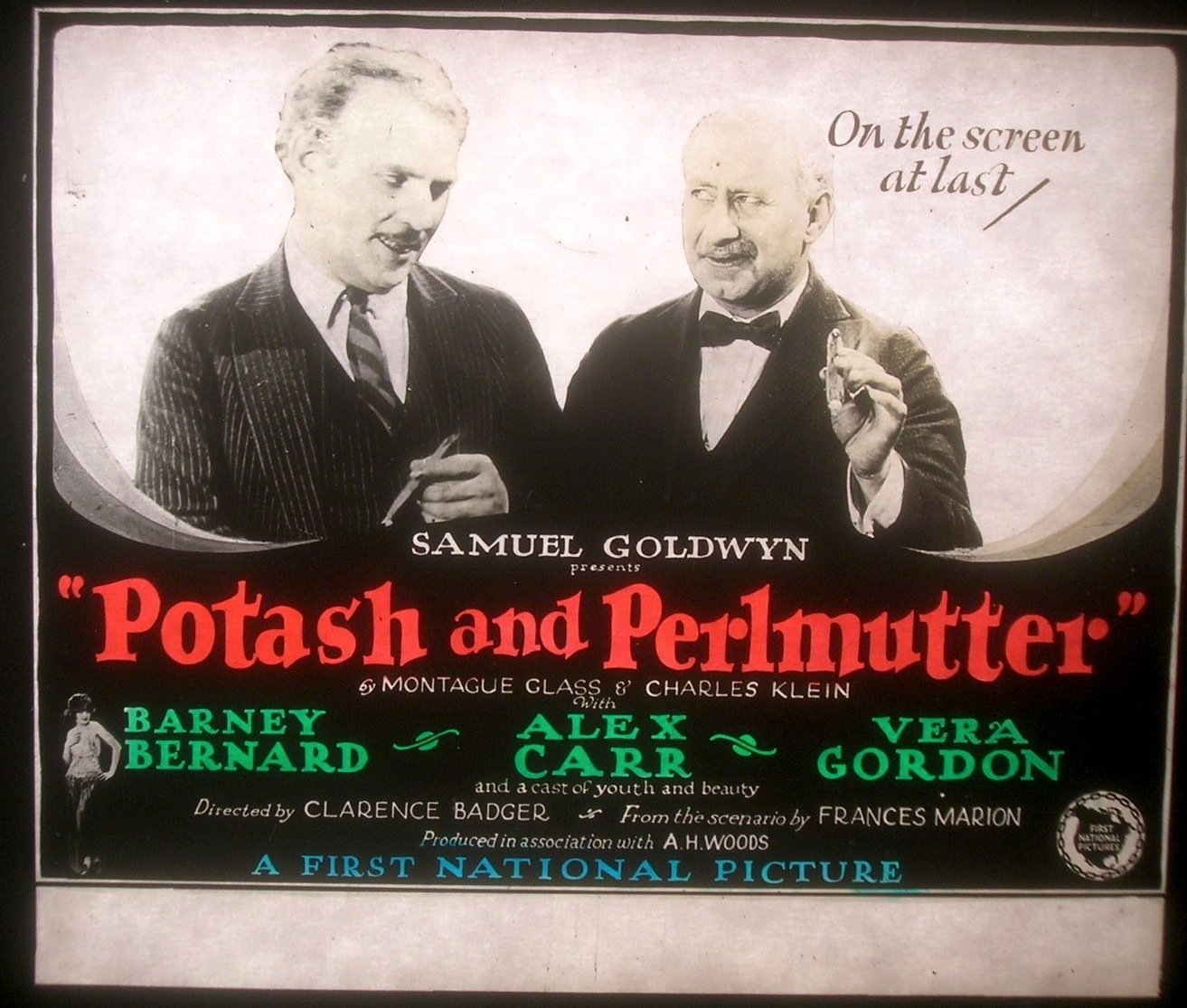
Alexander Carr à l'affiche du film Potash and Perlmutter.

- 1923 : Potash et Perlmutter (Potash and Perlmutter) de Clarence G. Badger
- 1924 : In Hollywood with Potash and Perlmutter
- 1926 : Partners Again
- 1926 : The Beautiful Cheat
- 1926 : April Fool
- 1929 : The End of the World
- 1932 : No Greater Love
- 1932 : Uptown New York
- 1932 : The Death Kiss
- 1932 : Hypnotized
- 1933 : Her Splendid Folly
- 1933 : The Constant Woman
- 1933 : The Death Kiss
- 1933 : Out All Night
- 1934 : I Hate Women
- 1934 : Jours heureux (Hide-Out) (non crédité)
- 1940 : Le Gros Lot (Christmas in July)